# Luart (Carolina del Norte)
Luart es un área no incorporada ubicada del condado de Harnett en el estado estadounidense de Carolina del Norte. La comunidad se encuentra a lo largo de la U.S. Route  421 en el municipio de Upper Little River de condado de Harnett entre Mamers y la ciudad de Lillington. 